# Вячеславка (Запорожка област)
Вижте пояснителната страница за други значения на Вячеславка.
Вячеславка (на украински: Вячеславка, на руски: Вячеславка) е село в Украйна, разположено в Приморски район, Запорожка област. През 2001 година населението му е 914 души.

## Личности
- Иван Ганчев (1929 – 2009) – български и съветски строител, два пъти герой на социалистическия труд на СССР